# Пятро Сокол
Пятро Сокол (урождённый Пётр Александрович Масальский, другой псевдоним Петрусь; 1 (14) июля 1905 года, с. Пасин, Люцинский уезд, Витебская губерния, ныне Пасиенская волость, Зилупский край, Латвия — 6 июля 1985 года, Рига, Латвийская ССР) — белорусский поэт и переводчик.

## Биография
В 1922—1923 годах учился в Лудзенской государственной белорусской гимназии, в 1925—1926 годах на курсах подготовки учителей белорусского языка в Риге. Работал учителем-стажёром в Даугавпилсской правительственной белорусской гимназии (1927—1928, лишён права преподавать за участие в леворадикальном движении).
Член Латгальского рабочего союза и Партии независимых социалистов, член культурно-просветительского общества «Бацькаўшчына» и «Ассоциации белорусских учителей» в Латвии. В 1928 году из-за своих политических взглядов был арестован латвийскими властями и жил под надзором полиции. С 1929 года работал на разных работах: чертежником на вокзале, корректором и переводчиком журнала «Белорусская школа в Латвии», учителем белорусского языка в начальной школе (1935—1936), бухгалтером, счетоводом на фанерном заводе в Риге (1936—1942). С 1942 по 1944 год работал корректором и переводчиком журнала «Новый путь», который издавался в Риге с разрешения немецких оккупационных властей.
Арестован советскими властями в 1945 году. В 1945—1947 годах находился в инспекционно-фильтрационном пункте в Хабаровском крае, затем в Нижне-Амурском исправительно-трудовом лагере МВД СССР.
Вернулся в Ригу в марте 1947 года. Работал дворником, дорожным мастером. После 1951 года биографические данные отсутствуют.

## Творчество
В Лудзенской государственной белорусской гимназии издавал ежемесячный журнал студенческого творчества и фольклорных записей «Ласточка» (вышло 9 номеров). Публиковал стихи, проникнутые духом протеста против социального и национального гнета, в газете «Голос Беларуси», журналах «Белорусская школа в Латвии», «Студенческое мнение». Переводил произведения русских и украинских поэтов, прозу Я. Порука и поэзию Райниса. Составил справочник белорусско-латышского словаря.
Автор сборника переводов с латышского языка «Дайны» (1987).
Личный архив Пятра Сокола хранится в Белорусском государственном архиве-музее литературы и искусства в Минске.